# Rock Islands Rätsel/Episodenliste
Diese Episodenliste enthält alle Episoden der australischen Jugend-Sitcom Rock Islands Rätsel, sortiert nach ihrer australischen Erstausstrahlung. Ihre Premiere hatte die Serie am 2. Mai 2022 auf dem Fernsehsender 10 Shake (später bekannt als „Nickelodeon“), während die deutschsprachige Erstausstrahlung am 7. August 2022 auf Nickelodeon Deutschland stattfand.

## Übersicht
| Staffel | Episodenanzahl | Erstausstrahlung Australien | Erstausstrahlung Australien | Deutschsprachige Erstausstrahlung | Deutschsprachige Erstausstrahlung |
| Staffel | Episodenanzahl | Staffelpremiere             | Staffelfinale               | Staffelpremiere                   | Staffelfinale                     |
| ------- | -------------- | --------------------------- | --------------------------- | --------------------------------- | --------------------------------- |
| 1       | 20             | 2. Mai 2022                 | 27. Mai 2022                | 7. August 2022                    | 18. Dezember 2022                 |
| 2       | 20             | 25. September 2023          | 25. Oktober 2023            | 4. Dezember 2023                  | 29. Dezember 2023                 |

## Staffel 1
Staffel 1 von Rock Islands Rätsel (Australien): 2. Mai 2022 bis zum 27. Mai 2022 – auf 10 Shake
Staffel 1 von Rock Islands Rätsel (Deutschland): 7. August 2022 bis zum 18. Dezember 2022 – auf Nickelodeon Deutschland
| Nr. (ges.) | Nr. (St.) | Deutscher Titel              | Originaltitel                    | Erstausstrahlung Australien | Deutschsprachige Erstausstrahlung (D) | Regie                | Drehbuch                                |
| ---------- | --------- | ---------------------------- | -------------------------------- | --------------------------- | ------------------------------------- | -------------------- | --------------------------------------- |
| 1          | 1         | Happy Birthday, Taylor       | Happy Birthday, Taylor!          | 2. Mai 2022                 | 7. Aug. 2022                          | Tenika Smith         | Alix Beane                              |
| 2          | 2         | Das verschwundene Flugzeug   | Bermuda Queen                    | 3. Mai 2022                 | 14. Aug. 2022                         | Tenika Smith         | Sam Carroll                             |
| 3          | 3         | Das Rätsel im Wasser         | Something in the Water           | 4. Mai 2022                 | 21. Aug. 2022                         | Evan Clarry          | Alix Beane                              |
| 4          | 4         | Das Mädchen aus dem Wasser   | Who's That Girl                  | 5. Mai 2022                 | 28. Aug. 2022                         | Evan Clarry          | David Hannam                            |
| 5          | 5         | Notruf                       | Distress Call                    | 6. Mai 2022                 | 4. Sep. 2022                          | Tenika Smith         | Alix Beane                              |
| 6          | 6         | Taylor hoch zwei             | A Tale of Two Taylors            | 9. Mai 2022                 | 11. Sep. 2022                         | Jovita O'Shaughnessy | Trent Roberts                           |
| 7          | 7         | Der Meteorit                 | The Shadow                       | 10. Mai 2022                | 18. Sep. 2022                         | Jovita O'Shaughnessy | Natesha Somasundaram & Jessica Brookman |
| 8          | 8         | Hurricane Jonah              | Hurricane Jonah                  | 11. Mai 2022                | 25. Sep. 2022                         | Tenika Smith         | Trent Roberts                           |
| 9          | 9         | Flaschenpost                 | Text Message in a Bottle         | 12. Mai 2022                | 2. Okt. 2022                          | Tenika Smith         | David Hannam                            |
| 10         | 10        | Pyramid-Island               | Sea Shell                        | 13. Mai 2022                | 9. Okt. 2022                          | Tenika Smith         | Jessica Brookman                        |
| 11         | 11        | Die Schatzkarte              | Treasure Map                     | 16. Mai 2022                | 16. Okt. 2022                         | Tenika Smith         | Hannah Samuel                           |
| 12         | 12        | Taylors Traum                | Taylor's Dream                   | 17. Mai 2022                | 23. Okt. 2022                         | Jovita O'Shaughnessy | Sam Carroll                             |
| 13         | 13        | Ein Date mit Atlantis        | A Date with Atlantis             | 18. Mai 2022                | 30. Okt. 2022                         | Evan Clarry          | Alix Beane                              |
| 14         | 14        | Das vergessene Rätsel        | Mystery of the Forgotten Mystery | 19. Mai 2022                | 6. Nov. 2022                          | Jovita O'Shaughnessy | Alix Beane                              |
| 15         | 15        | Besuch aus der Vergangenheit | A Young Mystery                  | 20. Mai 2022                | 13. Nov. 2022                         | Jovita O'Shaughnessy | Marisa Nathar                           |
| 16         | 16        | Tag der Oktopusse            | Day of the Octopus               | 23. Mai 2022                | 20. Nov. 2022                         | Tenika Smith         | Marisa Nathar                           |
| 17         | 17        | Stinkpflanze                 | Pong Plant                       | 24. Mai 2022                | 27. Nov. 2022                         | Evan Clarry          | Marisa Nathar                           |
| 18         | 18        | Gehirntausch                 | Brain Swap                       | 25. Mai 2022                | 4. Dez. 2022                          | Tenika Smith         | Trent Roberts                           |
| 19         | 19        | Lichter am Himmel            | Lights in the Sky                | 26. Mai 2022                | 11. Dez. 2022                         | Evan Clarry          | Natesha Somasundaram                    |
| 20         | 20        | Ein unerwarteter Abschied    | The Mystery of Raquel            | 27. Mai 2022                | 18. Dez. 2022                         | Tenika Smith         | Jessica Brookman                        |

## Staffel 2
Staffel 2 von Rock Islands Rätsel (Australien): 25. September 2023 bis 25. Oktober 2023 – auf Nickelodeon Australien

Staffel 2 von Rock Islands Rätsel (Deutschland): 4. Dezember 2023 bis zum 29. Dezember 2023 – auf Nickelodeon Deutschland
| Nr. (ges.) | Nr. (St.) | Deutscher Titel                          | Originaltitel                       | Erstausstrahlung Australien | Deutschsprachige Erstausstrahlung (D) | Regie                | Drehbuch         |
| ---------- | --------- | ---------------------------------------- | ----------------------------------- | --------------------------- | ------------------------------------- | -------------------- | ---------------- |
| 21         | 1         | Die Höhle zu anderen Orten (1)           | The Cave to Everywhere, Part One    | 25. Sep. 2023               | 4. Dez. 2023                          | Evan Clarry          | Alix Beane       |
| 22         | 2         | Die Höhle zu anderen Orten (2)           | The Cave to Everywhere, Part Two    | 25. Sep. 2023               | 5. Dez. 2023                          | Evan Clarry          | Alix Beane       |
| 23         | 3         | Onkel Charlies Nachricht                 | The Message                         | 26. Sep. 2023               | 6. Dez. 2023                          | Jovita O'Shaughnessy | Jessica Brookman |
| 24         | 4         | Die Zeitreise                            | A Photo from the Past               | 27. Sep. 2023               | 7. Dez. 2023                          | Jovita O'Shaughnessy | Jessica Brookman |
| 25         | 5         | Ein Rennen gegen die Zeit                | Something Else in the Water         | 28. Sep. 2023               | 8. Dez. 2023                          | Jovita O'Shaughnessy | Marisa Nathar    |
| 26         | 6         | Zwischen Träumen und Wirklichkeit        | Dream A Little Dream                | 2. Okt. 2023                | 11. Dez. 2023                         | Jovita O'Shaughnessy | Marisa Nathar    |
| 27         | 7         | Der „Glücksbringer“                      | Lucky Charm                         | 3. Okt. 2023                | 12. Dez. 2023                         | Jovita O'Shaughnessy | Matthew Bon      |
| 28         | 8         | Neue Freunde                             | New Friends                         | 4. Okt. 2023                | 13. Dez. 2023                         | Grant Brown          | Trent Roberts    |
| 29         | 9         | Der Ellisaurus                           | The Dig                             | 5. Okt. 2023                | 14. Dez. 2023                         | Grant Brown          | Trent Roberts    |
| 30         | 10        | Der Tag, an dem Onkel Charlie verschwand | The Day Uncle Charlie Went Missing  | 9. Okt. 2023                | 15. Dez. 2023                         | Grant Brown          | Chloe Wong       |
| 31         | 11        | Rückkehr zum verstecken Tal              | Return to the Hidden Valley         | 10. Okt. 2023               | 18. Dez. 2023                         | Grant Brown          | Rachel Laverty   |
| 32         | 12        | Geheimnisse im Eis                       | Secrets in the Ice                  | 11. Okt. 2023               | 19. Dez. 2023                         | Grant Brown          | Dave Cartel      |
| 33         | 13        | Der Geist der Fischer Quelle             | Mystery Hunter                      | 12. Okt. 2023               | 20. Dez. 2023                         | Evan Clarry          | Jessica Brookman |
| 34         | 14        | Eingefroren                              | Frozen in Time                      | 16. Okt. 2023               | 21. Dez. 2023                         | Jovita O'Shaughnessy | Marisa Nathar    |
| 35         | 15        | Der Bräutigam, der sich nicht traut      | Runaway Groom                       | 17. Okt. 2023               | 22. Dez. 2023                         | Jovita O'Shaughnessy | Dave Cartel      |
| 36         | 16        | Onkel Charlie Mal Zwei                   | The Two Charlies                    | 18. Okt. 2023               | 25. Dez. 2023                         | Jovita O'Shaughnessy | Rachel Laverty   |
| 37         | 17        | Die Mantis V                             | Journey to the Bottom of the Island | 19. Okt. 2023               | 26. Dez. 2023                         | Jovita O'Shaughnessy | Matthew Bon      |
| 38         | 18        | Das Spiel mit der Wahrheit               | Too Much Information                | 23. Okt. 2023               | 27. Dez. 2023                         | Evan Clarry          | Trent Roberts    |
| 39         | 19        | Evakuierung von Rock Island              | This Is Not A Drill                 | 24. Okt. 2023               | 28. Dez. 2023                         | Evan Clarry          | Alix Beane       |
| 40         | 20        | Rock Island für immer                    | The Energy Source                   | 25. Okt. 2023               | 29. Dez. 2023                         | Evan Clarry          | Jessica Brookman |